# Loudon Sainthill
Loudon Sainthill (Hobart, 9 gennaio 1918 – Londra, 9 giugno 1969) è stato un costumista australiano.

## Biografia
Attivo come costumista in Australia dagli anni quaranta, Loudon Sainthill si trasferì nel Regno Unito nel 1949 e nel 1951 fece il suo esordio come costumista de La tempesta al Shakespeare Memorial Theatre di Stratford-upon-Avon per la regia di Michael Benthall. L'allestimento fu un successo e Sainthill tornò a disegnare i costumi per Riccardo II e Una donna senza importanza in scena rispettivamente al Lyric Theatre nel 1952 e al Savoy Theatre nel 1953.
Nel 1954 sostituì all'ultimo minuto Marc Chagall come costumista e scenografo per l'allestimento di Robert Helpmann dell'opera Il gallo d'oro alla Royal Opera House, mentre l'anno successivo fu costumista dell'Otello all'Old Vic. Negli anni sessanta curò i costumi di alcuni musical a Broadway, tra cui Half a Sixpence e Canterbury Tales, per cui vinse il Tony Award ai migliori costumi. Prima della morte, causata da un arresto cardiaco all'età di cinquantun anni, Sainthill aveva curato i costumi di allestimenti diretti da registi del calibro di John Gielgud, Laurence Olivier, Noel Coward e Joseph Losey. 
Loudon Sainthill era omosessuale e fu impegnato in una relazione con Harry Tatkock Miller dagli anni trenta alla morte.